# Concursul Muzical Eurovision 1957
Concursul Muzical Eurovision 1957 a fost a doua ediție a Concursului Muzical Eurovision. A avut loc duminica, pe 3 martie 1957 în Frankfurt pe Main, Germania de Vest. A fost câștigată de Țările de Jos cu piesa „Net als toen” a lui Corry Brokken. Ca și prima ediție, și aceasta a fost, în principal, un program de radio, dar în perioada aceea a existat o creștere vizibilă a numărului de oameni care dețineau televizoare.
A existat o perioadă în care s-a împrăștiat un zvon conform căruia cântecul „Im Wartesaal zum großen Glück” al lui Walter Andreas Schwartz ar fi ieșit pe locul 2 la ediția din 1956 și de aceea ar fi găzduit Germania de Vest ediția din 1957. De fapt, nu numai că rezultatele s-au pierdut, dar nici regula că țara câștigătoare găzduiește următorul concurs nu fusese concepută încă, la acel timp plănuindu-se ca fiecare țară participantă să găzduiască evenimentul, însă, cum tot mai multe țări doreau să participe, acest lucru a devenit impractic.

## Plasare
Pentru mai multe detalii despre orașul-gazdă, vedeți Frankfurt pe Main.

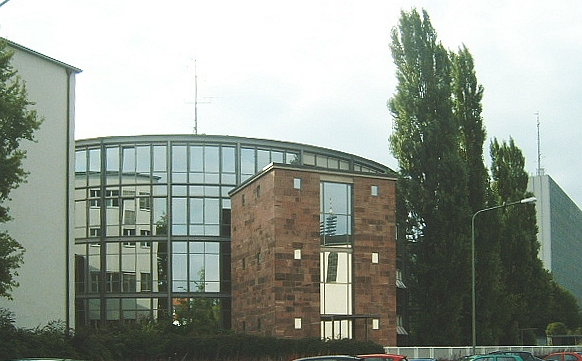
Großer Sendesaal des hessischen Rundfunks, Frankfurt pe Main. Sala-gazdă a Concursului Muzical Eurovision 1957.

Concursul a avut loc în Frankfurt pe Main, care, pe vremea aceea, era unul dintre cele mai mari orașe din Germania de Vest. Sala aleasă a fost Großer Sendesaal des hessischen Rundfunks, sală de concerte, fost studio de televiziune și fost sediu al Hessischer Rundfunk.
După ce fusese devastat în al Doilea Război Mondial la începutul anilor 1940, Frankfurt s-a renovat în anii 1950, devenind unul din cele mai proeminente centre financiare din Europa. Cu investiții provenind deopotrivă din instituții financiare naționale și internaționale, în 1957, anul în care s-a ținut concursul, deja apăreau primii zgârie-nori.

## Format
În această ediție, cântecul italian a avut o durată de 5 minute și 9 secunde, în timp ce al Regatului Unit a durat numai un minut și 52 de secunde. De aceea, ulterior, s-a introdus o regulă care impune ca limită superioară durata de 3 minute pentru fiecare cântec. Această regulă rămâne și astăzi în vigoare.
Spre deosebire de anul precedent, au putut concura și duete. Birthe Wilke și Gustav Winckler, din Danemarca, au fost primii care au participat într-o astfel de formulă, La sfârșitul cântecului lor, aceștia au avut cel mai lung sărut care a existat vreodată în concurs. Desigur, numai deținătorii de televizoare l-au putut vedea. Acest lucru s-a datorat faptului că un membru al personalului de producție a uitat să dea un semnal prestabilit care să le comunice celor doi să termine sărutul.
Acesta a fost primul an în care membrii juriului au fost contactați prin telefon pentru a-și acorda voturile și, de asemenea, primul an în care Țările de Jos au câștigat concursul. O altă schimbare importantă a fost că juriile naționale nu au mai putut vota în favoarea cântecelor din propria țară.

## Țări participante
Belgia, Elveția, Franța, Germania, Italia, Luxemburg și Țările de Jos și-au făcut a doua apariție, după debutul din 1956. Austria, Danemarca și Regatul Unit au apărut pentru prima oară; aceste țări doreau să participe încă din 1956, însă au aderat la Uniunea Europeană de Radio-Televiziune după termenul de înscriere a cântecelor – astfel, au ratat participarea. Astfel, în 1957, au participat un total de 10 țări, cu 3 mai mult decât în ediția inaugurală.
| Orchestra a fost condusă de următorii dirijori: - Belgia, Luxemburg, Germania și Elveția – Willy Berking - Regatul Unit – Eric Robinson - Italia – Armando Trovajoli - Austria – Carl de Groof - Țările de Jos – Dolf van der Linden - Franța – Paul Durand - Danemarca – Kai Mortensen |               | \| Artist \| Țară \| Ani precedenți \| Poziții \| Poziții \| \| ------------- \| ------------- \| -------------- \| ------- \| ------- \| \| Corry Brokken \| Țările de Jos \| 1956 \| 7 \| 7 \| \| Lys Assia \| Elveția \| 1956 \| 01 \| 10 \| |         |         |
| Artist | Țară          | Ani precedenți | Poziții | Poziții |
| Corry Brokken | Țările de Jos | 1956 | 7       | 7       |
| Lys Assia | Elveția       | 1956 | 01      | 10      |

## Rezultate
|    | Țară          | Limbă    | Artist                          | Cântec                          | Traducere                       | Loc | Puncte |
| -- | ------------- | -------- | ------------------------------- | ------------------------------- | ------------------------------- | --- | ------ |
| 01 | Belgia        | olandeză | Bobbejaan Schoepen              | „Straatdeuntje”                 | Melodia străzii                 | 8   | 5      |
| 02 | Luxemburg     | franceză | Danièle Dupré                   | „Amours mortes (tant de peine)” | Iubire moartă (atâta durere)    | 4   | 8      |
| 03 | Regatul Unit  | engleză  | Patricia Bredin                 | „All”                           | Tot                             | 7   | 6      |
| 04 | Italia        | italiană | Nunzio Gallo                    | „Corde della mia chitarra”      | Corzile chitarei mele           | 6   | 7      |
| 05 | Austria       | germană  | Bob Martin                      | „Wohin, kleines Pony?”          | Încotro, căluțule?              | 10  | 3      |
| 06 | Țările de Jos | olandeză | Corry Brokken                   | „Net als toen”                  | Ca și atunci                    | 1   | 31     |
| 07 | Germania      | germană  | Margot Hielscher                | „Telefon, Telefon”              | Telefon, telefon                | 4   | 8      |
| 08 | Franța        | franceză | Paule Desjardins                | „La belle amour”                | Iubirea frumoasă                | 2   | 17     |
| 09 | Danemarca     | daneză   | Birthe Wilke și Gustav Winckler | „Skibet skal sejle i nat”       | Nava va naviga în seara aceasta | 3   | 10     |
| 10 | Elveția       | franceză | Lys Assia                       | „L'enfant que j'étais”          | Copilul ce eram odată           | 8   | 5      |

## Tabel
|            |               | Rezultate | Rezultate    | Rezultate | Rezultate | Rezultate     | Rezultate | Rezultate | Rezultate | Rezultate | Rezultate | Rezultate |
| Total      | Belgia        | Luxemburg | Regatul Unit | Italia    | Austria   | Țările de Jos | Germania  | Franța    | Danemarca | Elveția   |           |           |
| ---------- | ------------- | --------- | ------------ | --------- | --------- | ------------- | --------- | --------- | --------- | --------- | --------- | --------- |
| Concurenți | Belgia        | 5         |              |           |           |               |           |           | 2         |           | 2         | 1         |
| Concurenți | Luxemburg     | 8         |              |           | 1         | 4             | 3         |           |           |           |           |           |
| Concurenți | Regatul Unit  | 6         | 1            | 1         |           |               | 1         | 1         |           |           |           | 2         |
| Concurenți | Italia        | 7         | 1            | 1         | 2         |               |           | 2         |           |           | 1         |           |
| Concurenți | Austria       | 3         |              |           | 2         |               |           | 1         |           |           |           |           |
| Concurenți | Țările de Jos | 31        | 5            | 3         | 1         | 1             | 6         |           | 1         | 4         | 3         | 7         |
| Concurenți | Germania      | 8         | 1            |           |           | 1             |           |           |           | 6         |           |           |
| Concurenți | Franța        | 17        | 2            | 4         | 2         |               |           | 1         | 6         |           | 2         |           |
| Concurenți | Danemarca     | 10        |              |           | 2         | 3             |           | 5         |           |           |           |           |
| Concurenți | Elveția       | 5         |              | 1         |           | 1             |           |           | 1         |           | 2         |           |

## Comentatori și purtători de cuvânt
| Purtători de cuvânt | Purtători de cuvânt | Purtători de cuvânt                                 |
|                     | Țară                | Nume                                                |
| ------------------- | ------------------- | --------------------------------------------------- |
| 01                  | Elveția             | Mäni Weber                                          |
| 02                  | Danemarca           | Bent Henius                                         |
| 03                  | Franța              | Claude Darget                                       |
| 04                  | Germania            | Joachim FConcursul Muzical Eurovision 195uchsberger |
| 05                  | Țările de Jos       | Willem Duys                                         |
| 06                  | Austria             | Karl Bruck                                          |
| 07                  | Italia              | Nunzio Filogamo                                     |
| 08                  | Regatul Unit        | David Jacobs                                        |
| 09                  | Luxemburg           | necunoscut                                          |
| 10                  | Belgia              | Bert Leysen                                         |

| Austria       | Emil Kollpacher        | ORF                    |
| Belgia        | Anton Peters           | NIR                    |
| Belgia        | Janine Lambotte        | INR                    |
| Danemarca     | Gunnar Hansen          | Statsradiofonien TV    |
| Germania      | Wolf Mittler           | Deutsches Fernsehen    |
| Elveția       | Gianni Bisiach         | TSI                    |
| Elveția       | Georges Hardy          | TSR                    |
| Elveția       | Hans Rosenthal         | DRS                    |
| Franța        | Robert Beauvais        | RTF                    |
| Luxemburg     | Jacques Navadic        | Télé-Luxembourg        |
| Italia        | Bianca Maria Piccinino | Programma Nazionale    |
| Regatul Unit  | Berkeley Smith         | BBC Television Service |
| Regatul Unit  | Tom Sloan              | BBC Light Programme    |
| Suedia        | Nils Linnman           | Radiotjänst TV         |
| Țările de Jos | Piet te Nuyl           | Nederland 1            |